# فداکاری (فیلم ۱۹۵۴)
فداکاری (روسی: Испытание верности) یک فیلم محصول اتحاد جماهیر شوروی در سال ۱۹۵۴ به کارگردانی ایوان پیریف است.